# Armbouts-Cappel
Armbouts-Cappel är en kommun i departementet Nord i regionen Hauts-de-France i norra Frankrike. Kommunen ligger i kantonen Bergues som tillhör arrondissementet Dunkerque. År 2022 hade Armbouts-Cappel 2 097 invånare.

## Befolkningsutveckling
Antalet invånare i kommunen Armbouts-Cappel
| Referens: INSEE |